# Copa Ciudad de Santa Fe 2005
La Copa Ciudad de Santa Fe 2005 fue la primera edición de aquel torneo amistoso, organizado por el Club Atlético Colón con el fin de celebrar sus 100 años de creación.
Todos los partidos se jugaron en el estadio del equipo organizador: Brigadier General Estanislao López durante el 28 y 31 de enero, y a las 20:00 y 22:15 horas de Argentina.
Además del local y anfitrión Colón, fueron invitados a dicha edición tres de los más reconocidos clubes de América: Atlético Nacional de Medellín, Sporting Cristal de Lima, y Nacional de Montevideo.

## Semifinales
| Fecha                                       | Sede     | Hora (local) | Equipo local      | Resultado | Equipo visitante |
| ------------------------------------------- | -------- | ------------ | ----------------- | --------- | ---------------- |
| 28 de enero                                 | Santa Fe | 20:00        | Atlético Nacional | 2 - 1     | Sporting Cristal |
| Atlético Nacional clasifica al ganar 2 - 1. |          |              |                   |           |                  |

| Fecha                                                    | Sede     | Hora (local) | Equipo local | Resultado | Equipo visitante |
| -------------------------------------------------------- | -------- | ------------ | ------------ | --------- | ---------------- |
| 28 de enero                                              | Santa Fe | 22:15        | Colón        | 2 - 2     | Nacional         |
| Empate 3 - 3. Colón clasifica al ganar en penales 5 - 4. |          |              |              |           |                  |

## Tercer puesto
| Fecha                                             | Sede     | Hora (local) | Equipo local | Resultado | Equipo visitante |
| ------------------------------------------------- | -------- | ------------ | ------------ | --------- | ---------------- |
| 31 de enero                                       | Santa Fe | 20:00        | Nacional     | 3 - 0     | Sporting Cristal |
| Nacional obtiene el tercer puesto al ganar 3 - 0. |          |              |              |           |                  |

## Final
| Fecha                                             | Sede     | Hora (local) | Equipo local      | Resultado | Equipo visitante |
| ------------------------------------------------- | -------- | ------------ | ----------------- | --------- | ---------------- |
| 31 de enero                                       | Santa Fe | 21:15        | Atlético Nacional | 3 - 1     | Colón            |
| Atlético Nacional obtiene la copa al ganar 3 - 1. |          |              |                   |           |                  |

| Colombia                  |
| Campeón Atlético Nacional |